# Asplundia hookeri
Asplundia hookeri là một loài thực vật có hoa trong họ Cyclanthaceae. Loài này được (H.Wendl. ex Kuntze) Harling miêu tả khoa học đầu tiên năm 1954.